# Moschus berezovskii
Il mosco nano (Moschus berezovskii Flerov, 1929; in cinese Lín shè), noto anche come mosco di foresta della Cina, è un artiodattilo originario delle regioni meridionali e centrali della Cina e di quelle più settentrionali del Vietnam. Molto raro, è presente sulla Lista rossa cinese degli animali minacciati fin dal 14 giugno del 1976.

## Tassonomia
Attualmente ne vengono riconosciute quattro sottospecie:
- M. b. berezovskii Flerov, 1929 (Sichuan, Qinghai e Tibet);
- M. b. bijiangensis Wang e Li, 1993 (Yunnan nord-occidentale);
- M. b. caobangis Dao, 1969 (Yunnan, Guangxi, Guangdong e Vietnam settentrionale);
- M. b. yanguiensis Wang e Ma, 1993 (zona di confine Yunnan-Guizhou, Hunan, Jiangxi, Gansu meridionale, Ningxia, Shaanxi meridionale, Hubei occidentale ed Henan occidentale).

## Distribuzione e habitat
Seppur rara, questa specie è ampiamente diffusa nelle regioni centrali e meridionali della Cina (da Shaanxi, Gansu ed Henan fino a Tibet sud-orientale, Yunnan, Guangxi, Guangdong e Jiangxi). Il suo areale raggiunge anche le pendici orientali dell'Himalaya e le zone nord-orientali del Vietnam; secondo alcune testimonianze storiche la specie sarebbe presente anche nelle zone settentrionali del Laos.

## Biologia
Il mosco nano vive in foreste di conifere e latifoglie di alta quota (2000–3800 m). In Vietnam è presente anche in regioni carsiche. Maggiormente attivo nelle ore notturne, si nutre di foglie, erba, muschi, licheni, radici e germogli, e talvolta può salire anche sugli alberi in cerca di cibo. Questo animale, timido e sedentario, trascorre tutto l'anno in un territorio ben definito, di 5-10 ettari. I maschi utilizzano le grosse ghiandole del muschio per delimitarne i confini e attrarre le femmine. Se allarmato, fugge via cambiando spesso direzione per confondere l'assalitore. I suoi principali nemici sono leopardi, martore, volpi, lupi, linci e, soprattutto, gli esseri umani. La gestazione dura circa sei mesi e mezzo, trascorsi i quali nascono uno o due piccoli. Per i primi due mesi di vita, essi rimangono al sicuro in luoghi nascosti, dove ogni tanto vengono raggiunti dalla madre per essere allattati. Sono svezzati a 3-4 mesi, ma raggiungono la maturità sessuale solo intorno ai 24 mesi. Il mosco nano può vivere fino a 20 anni.